# Радиотелеметрическая система «Трал»
«Трал» — многоканальная радиотелеметрическая система ракеты Р-7 и её последующих модификаций. Также, использовалась для телеметрии искусственных спутников Земли, первого пилотируемого корабля «Восток-1» и других космических аппаратов. Включает в себя комплекс бортовых устройств и наземных станций приёма и регистрации информации. Имеет большое количество модификаций. Разработана ОКБ МЭИ во второй половине 1950-х, выпускалась Кунцевским радиозаводом в Москве. Радиотелеметрические системы семейства «Трал» эксплуатировались до начала 2000-х годов.

## История

#### Предшественники
Во время Второй мировой войны для ракет ФАУ-2 в Германии была разработана 12-канальная телеметрическая система «Мессина» с частотным разделением каналов. В СССР под названием «Бразиллионт» она была воспроизведена в НИИ-10 и использована для отработки ракет Р-1.
В конце 1948 года в НИИ-885 под руководством Е. Я. Богуславского была разработана и начала применяться на ракетах Р-2 более совершенная система СТК-1 «Дон», которая позволяла передавать 24 канала с частотой опроса 50 Гц. Одновременно, с 1947 года к разработке системы телеметрических и траекторных измерений баллистических ракет приступил созданный при Московском энергетическом институте «Сектор специальных работ». Инициатором создания и первым руководителем «Сектора» стал заведующий кафедрой основ радиотехники В. А. Котельников, который уже имел опыт создания систем телеметрии самолётов и лично был знаком с С. П. Королёвым.
Система телеметрических и траекторных измерений, получившая название «Индикатор», была разработана в Секторе специальных работ МЭИ в очень короткие сроки, но производство не успевало к началу испытаний новой ракеты Р-2 и было решено выделить из проекта систему траекторных измерений — «Индикатор-Д», подготовив её первой очередью для установки на ракете. Работы над телеметрической системой, получившей название «Индикатор-Т» и ставшей прообразом «Трала», продолжались.
В 1951 году «Индикатор-Т» впервые был испытан на борту Р-2 в имитационном режиме, параллельно со штатной радиотелеметрической системой СТК-1 «Дон».
«Индикатор-Т» воплотил в себе последние достижения радиотехники того периода, он имел 36 информационных каналов с временным разделением и частотой опроса 500 Гц. Применение запатентованного Ф. Е. Темниковым метода динамической компенсации обеспечивало высокую точность передачи параметров.

#### Создание «Трала»
Телеметрическая система «Трал» появилась в результате развития РТС «Индикатор-Т» и была разработана специально для ракеты Р-7 в Секторе специальных работ МЭИ (будущем ОКБ МЭИ) под руководством А. Ф. Богомолова, выдвинутого на это пост В. А. Котельниковым. Решение об установке её на ракету Р-7 было принято в январе 1955 года, в марте 1956 года система, созданная молодёжным коллективом МЭИ, в острой конкурентной борьбе выиграла государственные сравнительные испытания у телеметрической системы РТС-7, также разработанной специально для Р-7 влиятельной «электронной монополией» М. С. Рязанского (СКБ-567, главный конструктор Е. С. Губенко) и была принята в качестве основной для ракет Р-7. В системе применялись самые передовые достижения электроники своего времени: время-импульсная модуляция, фазовое разделение и электронная система распределения каналов. Компенсационный метод преобразования амплитуды сигнала во временное положение импульса обеспечивал высокую точность передачи параметров.
Разработчики системы: В. А. Котельников, А. Ф. Богомолов, Л. И. Кузнецов, С. М. Попов, М. Е. Новиков, Л. А. Куракин, А. Г. Николаев, П. Ж. Крисс, Б. М. Мальков, В. П. Бычков, А. С. Альтман, Н. А. Терлецкий.
Испытания «Трала» на ракете М5-РД, играющей роль летающей лаборатории по отработке бортовых систем Р-7, развернулись на полигоне Капустин Яр в 1956 году. В начале 1957 года систем была развёрнута в районе Байконура и испытана с борта самолёта Ли-2. 15 мая 1957 г. в 19:01 МСК «Трал» впервые отработал при первом (неудачном) пуске Р-7 и обеспечил подробную информацию о причинах аварии.
На ракету Р-7 устанавливалось 3 комплекта бортовой аппаратуры, находившиеся в головной части, на центральном блоке (2-я ступень) и на одном из боковых блоков первой ступени. Комплекты работали на разных частотных каналах и обеспечивали передачу на землю до 1000 параметров.

#### Решение проблемы плазменного участка
В ходе испытаний телеметрической системы головной части (ГЧ) «Трал-Г», была выявлена невозможность передачи информации сквозь плазменную оболочку, возникающую вокруг ГЧ при движении в атмосфере на конечном участке полета. Плазма фактически экранировала передающие антенны, затухание радиосигнала достигало 100 дБ. В ходе решения задачи в ОКБ МЭИ были разработаны две усовершенствованных телеметрических системы:
- «Рубин», совмещающую функции радиолокационного ответчика РЛС «Бинокль» и передатчика телеметрии в коде «Трала» на длине волны 10 см. (П. Ж. Крисс).
- «Алмаз»-«Трал-Д», модификацию с повышенной энергетикой радиолинии за счёт сокращения количества каналов до 4 и уменьшения частоты опроса до 30 Гц (С. М. Попов)[2].

Проблема была решена только частично. «Слепой» участок траектории сократился до нескольких десятков секунд, но не был преодолён полностью. При этом и той и другой системой удалось принять телеметрию в течение нескольких секунд перед столкновением ГЧ с землёй. Радиосвязь улучшалось за счёт частичного срыва плазмы в плотных слоях атмосферы. Испытания проводились в 1957-58 гг. Окончательно плазменную «дырку» удалось закрыть созданием запоминающего устройства с быстрым сбросом телеметрической информации в течение нескольких секунд перед падением ГЧ, получившего название «Яхонт». Система была создана в короткие сроки под руководством В. С. Баринова и работала на основе бортового магнитофона, записывающего информацию на проволоку диаметром 20 мкм и способного работать при перегрузках до 100 g.

#### «Трал» при запуске первых спутников и корабля «Восток-1»
При запуске первого спутника Земли система «Трал» работала только на ракете-носителе. По моменту прихода сигнала отключения двигателей, полученных посредством телеметрии, определялась точность вывода спутника на орбиту.
Во время запуска второго спутника аппаратура центрального блока ракеты — «Трал-Ц» — была использована также и для передачи телеметрической информации со спутника. Чтобы обеспечить работу в условиях космоса, бортовая аппаратура была модернизирована, введён коммутатор, переключающий датчики от ракеты носителя к спутнику, умформер в цепях питания заменён полупроводниковыми преобразователями напряжения и формирователем трёхфазного опорного напряжения частотой 500 Гц. Телеметрическая информация со спутника передавалась в течение недели.
«Трал» третьего советского спутника, запущенного в 1958 году, выполнен полностью полупроводниковым. В состав бортовых устройств был добавлен блок запоминания объёмом 2 мегабита, обеспечивающий хранение данных при отсутствии связи с наземными станциями. Аппаратура работала около года. Преданный с орбиты объём информации оказался столь велик, что институты Академии наук СССР обрабатывали его в течение нескольких лет.
По итогам работ 8 марта 1958 года Сектор специальных работ МЭИ, выполнивший разработку системы «Трал», преобразуется в Особое конструкторское бюро МЭИ. Руководитель сектора А. Ф. Богомолов стал его главным конструктором и директором.
На первом пилотируемом орбитальном корабле «Восток» в составе комплекса работали две бортовые системы «Трал». «Трал-П1» с запоминающим устройством ЗУ-О передавала на Землю информацию о состоянии космонавта, систем жизнеобеспечения, систем и агрегатов корабля и т. п. «Трал-Т», разработанный совместно ОКБ МЭИ и Ленинградским институтом телевидения, обеспечивал передачу телевизионной картинки с борта корабля в кодировке «Трала» (комплекс «Селигер»).
Наземная аппаратура системы, использовавшейся для отработки ракеты Р-7, была выполнена в подвижном варианте и размещалась в КУНГах на базе автомобилей ЗИС-151, которые, как правило, разворачивались в районах наземных измерительных пунктов (НИП) или на палубах НИС космического флота, расположенных по трассе полета. Впоследствии появились и стационарные наземные аппаратные. В 1963 году была также разработана малогабаритная приёмная станция «Трал-К» для использования на атомных подводных лодках.

#### Модификации
Впоследствии для различных космических аппаратов были разработаны модификации системы — «Трал-П2», «Трал-ИОК», «Трал-П1МА», «Трал-П1МБ», «Трал-П1МВ», «Трал-Яхонт» и другие.

## Характеристики

#### Состав
На первых ракетах-носителях Р-7 (8К71) устанавливалась бортовая система «Трал-П1», которая использовалась также и для отработки головных частей ракеты. В её состав входили:
- «Трал-В» — устанавливался на один из четырёх блоков первой ступени
- «Трал-Ц» — блок центральной ступени
- «Трал-Г» — головная часть ракеты (работал на участке падения).

Наземная станция была выполнена в передвижном варианте и размещалась в 3 КУНГах на базе двух автомобилях ЗИС-151. КУНГ с мобильной электростанцией 8Н01 мощностью 12 кВт размещался на двухосном прицепе, на шасси автомобиля устанавливалась аппаратная с внешней антенной. Ещё одна машина использовалась как вспомогательная. Расчёт станции состояли из инженера, техника и 4 солдат.

#### Радиоканал
- Диапазон рабочих частот — 60…80 МГц (наземная станция имела 3 рабочих частоты для работы с тремя бортовыми блоками телеметрии).
- Дальность — до 10 тыс. км. в пределах прямой видимости.
- Модуляция — Время-импульсное кодирование с амплитудной модуляцией радиоканала (ВИМ-АМ).
- Чувствительность приёмника — 15 мкВ.
- Наземная антенна — У подвижного комплекса штатное АФУ содержало спиральную антенну бегущий волны с рефлектором, устанавливаемую на аппаратный КУНГ автомобиля. Сборная спираль из прямых трубок, позволяла монтировать антенну как на правое, так и на левое направление вращения. Ориентация антенны производилось вручную. В стационарных комплексах применялись стеки из 4 антенн с автоматическим наведением.
- Бортовые антенны — Различные типы, в зависимости от конструкции и назначения космического аппарата. На Р-7 применялись щелевые антенны, на первых спутниках и космических кораблях петлевые вибраторы сложной конструкции.

#### Информационный канал[3]
- Количество измерительных каналов — 48 (из них 1 может использоваться как калибровочный)
- Точность измерительного канала — 1 %
- Количество каналов от контактных датчиков — 44
- Частота опроса — 125 Гц

Информация передаётся телеметрическими кадрами, повторяющимися с частотой 6 кГц. Каждый кадр разделён на 48 канальных интервалов. В пределах канального интервала передаётся 3 импульса: опорный (стартовый), измерительный (временное смещение импульса определяет значение параметра) и сигнальный (передаёт состояние контактного датчика). Благодаря гибкой системе коммутации и кроссировки, имеется возможность объединения 4 информационных каналов в один с частотой опроса 500 Гц, передачи по одному каналу данных от 6 — 7 датчиков с низкой частотой опроса и передачи по одному информационному каналу дискретной информации от 4 контактных датчиков.
Таким образом по 144-м основным каналам трёх бортовых комплектов «Трала» на ракете Р-7 передавалось 900 (на некоторых пусках до 1000) датчиков разных типов, что позволяло иметь детальную картину работы всех систем в полёте.
Регистрация информации на первых моделях производилась с электронно-лучевых трубок на фотоплёнку, в последующих на магнитную ленту при помощи ЭВМ.